# Vladimir Mažuranić
Vladimir Mažuranić (Karlovac, 16 de octubre de 1845 – Zagreb, 17 de enero de 1928) fue un político y abogado croata.
Fue el hijo de escritor y Ban croata Ivan Mažuranić, y padre de la escritora Ivana Brlić-Mažuranić.
Nació en Karlovac y estudió derecho en Viena, graduándose en la Academia Legal de Zagreb en 1866. Trabajó en la función pública, en el servicio judicial en Karlovac y Ogulin como presidente de la Junta del Gobernador (1898–1912). Fue un miembro pleno de la Academia Yugoslava de Ciencias y Artes desde 1913, sirviendo como su presidente en el período 1918–1921. Fue un miembro honorario de la Academia Checa de Ciencias, de la Academia Polaca de Ciencias y de la Sociedad Ilustrada de Leópolis. Su principal trabajo fue Prinosi za hrvatski pravno-povjestni rječnik ("Contribuciones al diccionario histórico-legal croata", I–II, 1908–22), donde recogió y analizó el patrimonio léxico legal croata.
Murió en Zagreb.